# Fröslunda församling
Fröslunda församling var en församling i Uppsala stift och i Enköpings kommun i Uppsala län. Församlingen uppgick 2010 i Lagunda församling.

## Administrativ historik
Församlingen har medeltida ursprung. 
Församlingen utgjorde under medeltiden ett eget pastorat för att därefter till 1946 vara annexförsamling i pastoratet Biskopskulla och Fröslunda. Från 1946 till 13 februari 1948 var församlingen annexförsamling i pastoratet Giresta, Gryta och Fröslunda för att därefter till 2010 vara annexförsamling i Gryta pastorat. Församlingen uppgick 2010 i Lagunda församling.

## Kyrkor
- Fröslunda kyrka